# Ægte led
Et ægte led er et bevægeligt led i kroppen med mindst en ledhule, tilhørende synovialmembran, ledkapsel og ledvæske. De dannes mange steder hvor knogler artikulerer med hinanden og danner via deres indhold et gnidningsfrit, velsmurt overflade til at facilitere bevægelsen i ledet. Derudover er de også oftest forsynet med støttende ligamenter der holder leddet på plads under bevægelse.

## Struktur
De ægte led indeholder en række strukturer til at mulliggøre den friktionsfrie og støddæmpede bevægelse de foretager.

### Ledbrusk (cartilago articularis)
På begge knogleflader af de knogler der deltager i ledet, findes der et lag af hyalin brusk. Laget er som regel imellem 0,2 og 6mm tykt, en bredde der varierer betydeligt afhængigt af det tryk der placeres på leddet, samt helbredet af det individuelle led. Tykkelsen varierer derfor også afhængigt af hvor i leddet man kigger, da nogle dele af leddet ofte udsættes for mere tryk, oftere, end andre dele.
Brusken tilhæfter sig knoglefladerne via et lag af forkalket brusk nær kontaktfladen imellem de to.
Funktionen af brusken er at give en glat overflade inde i ledhulen og er desuden meget slidstærkt og fleksibelt end det hårde knoglevæv. Brusken kan deformeres betydeligt uden at tage skade og kan sammenpresses til halvdelen af sin tykkelse når den modtager den modsatte ledflade. Denne egenskab virker støddæmpende, da sammenpresningen spreder leddets tyngde over en større overflade.
Ledbrusken indeholder ingen kar eller nerver og modtager i stedet sin næring via diffusion fra omgivelserne, bl.a. fra synovialvæsken.

#### Ledlæbe (labrum articulare)
Led med store bevægelighedskrav, nævnligt skulder- og hofteleddene, bevæger sig ofte så meget at ledfladerne næsten ikke peger mod hinanden længere. I sådanne led vil ledbrusken danne en ringformet fortykkelse ude i sine rande, sålededes at der dannes en brusk-forlængelse af den modtagende knogle, og dermed en større ledskål.

#### Ledskive (discus articularis)
Nogle led har yderligere støddæmpende bruskdele oven på ledbrusken, som er fæstnet til ledkapsel frem for knoglefladerne. Disse varierer i form og udseende fra at være kileformede som i knæet, til at være hele skåle der deler ledhulen i to, som i kæbeleddet.

#### Slidtgigt
Ledbrusken er det primære offer i forhold til slidgigt, hvor denne degenerer i midten hvor trykket oftest er størst og forkalker og harskes ude i kanterne. Dette fjerne det støddæmpende og glatgørende lag i ledet og indkranser det samtidigt i en knoglering. Leddet bliver svagt mobilt og smertefuldt at bevæge grundet forkalkningen og den direkte knogle til knogle kontakt.

### Ledkapsel (capsula articularis)
Er en fibrøs kapsel der omringer leddet for at danne ledhulen. Den består udvendigt af længde-orienterede strøj der strækker sig fra knogle til knogle, samt umiddelbart bag disse længdestrøj cirkulære strøj der forløber sig rundt om ledet og binder de længdeforløbende strøj sammen. Disse to lag til sammen betegnes membrana fibrosa, eller den fibrøse membran.
Dens tilhæftning til leddet varierer afhængigt af stramheden af leddet, med en placering tæt på bruskrandene i stramme led, og en placering længere væk fra bruskranden i bevægelig og fleksible led. I slappe led forekommer der ofte "ledspændere", som er muskler der har insertion i ledkapslen og hvis funktion er at "stramme" kapslen når leddet bevæger sig, således at den ikke kommer i klemme imellem ledfladerne.
Ledkapslen er ofte forstærket af yderligere ligamenter, muskelsener og forstærkningstrøj i membranen. Disse kan findes både på inder- og ydersiden, samt i nogle tilfælde også sammenløbende med den øvrige membrana fibrosa.

#### Synovialmembranen
Inderst på kapslen findes synovialmembranen, kun adskilt fra de øvrige lag af et lille, løst fedtlag (subsynovialt fedtvæv). Membranen er et tyndt cellerigt lag der forløber fra bruskrand til bruskrand. Synovialmembranen er rug med strukturerer jævnligt fundet på kirtelvæv, med folder i form af plicae synoviales og trævler i form af villi synoviales.
Membranen er rigt forsynet med blodkar, og der foregår en konstant udveksling imellem cellerne, blodbanen og ledvæsken (synovialvæsken). Ledvæsken dannes også af synovialmembranen, og fungerer som smøringsmiddel i leddet.

### Ledhule (cavitas articularis)
Ledhulen er det væskefyldte rum imellem de to ledflader. Det afgrænsen af synovialmembranen lateralt, og af ledbrusken ved ledfladerne.

#### Ledvæske (synovia)
Ledhulen er fyldt med ledvæske, som er dannet i synovialmembranen. Leddene indeholder kun sparsomme mængder af denne væske, da det kun skal dække ledfladerne med en tynd film. Den fungerer på samme måde som smøringsmiddel ville i en maskine og holder de fysiske flader adskilt hvor at mindske friktion og slid.
Ledvæsken er en form for sekræt, med et højt indhold af hyaluronsyre og har en rig udveksling med blodcirkulationen igennem synovialmembranens rige kar-indhold. Det har derfor også en rolle i ernæring af ledbrusken.
Mængden af ledvæske tilstedet i ledet vedligeholdes via en proces benævnt elastohydrodynamisk smøring, hvor ledbrusken tilsuger sig overskydende ledvæske når den ikke er under pres for senere at afgive den hvis leddet strækkes, overfladen øges og væskebehovet derfor stiger.

## Klassifikation
Der findes forskellige slags ægte led, oftest opdelt efter ledoverfladens udseende og struktur. Disse er:
- Glideled, hvor begge overflader er plane og flade.
- Hængselsled, hvor knoglefladerne er cylinder-formede i knoglens bredderetning.
- Drejeled, også kaldt tapled, hvor knoglefladerne er cylinder-formede i knoglens længderetning.
- Saddelled, hvor knoglefladerne buler udad og opad for at danne to modstående "sadler".
- Ellipsoidled, hvor den ene knogleflade danner "skål" for en affladet ellipsoide-formet knogleflade.
- Kugleled, hvor den ene knogleflade danner "skål" for en cirkulær knoglefalde.

Leddene inddeles desuden også efter hvilken bevægeakse de anvender, og man skelner her imellem led der er en-, to-, eller treaksede. Akserne er altså hvor mange forskellige planer leddet kan bevæge sig på. Eksempeltvist er hængselsled altid en-aksede, de bevæger sig kun frem og tilbage. Modsætningen ville være kugleled, som kan bevæge sig i alle retninger.